# The Vicar of Wakefield (film fra 1910)
 For alternative betydninger, se The Vicar of Wakefield. (Se også artikler, som begynder med The Vicar of Wakefield)
The Vicar of Wakefield er en amerikansk stumfilm fra 1910. Filmens manuskript er baseret på romanen af samme navn ved Oliver Goldsmith fra 1766.

## Medvirkende
- Martin Faust
- Frank Hall Crane
- Anna Rosemond
- William Garwood
- Marie Eline